# Friedhof Ohlsdorf

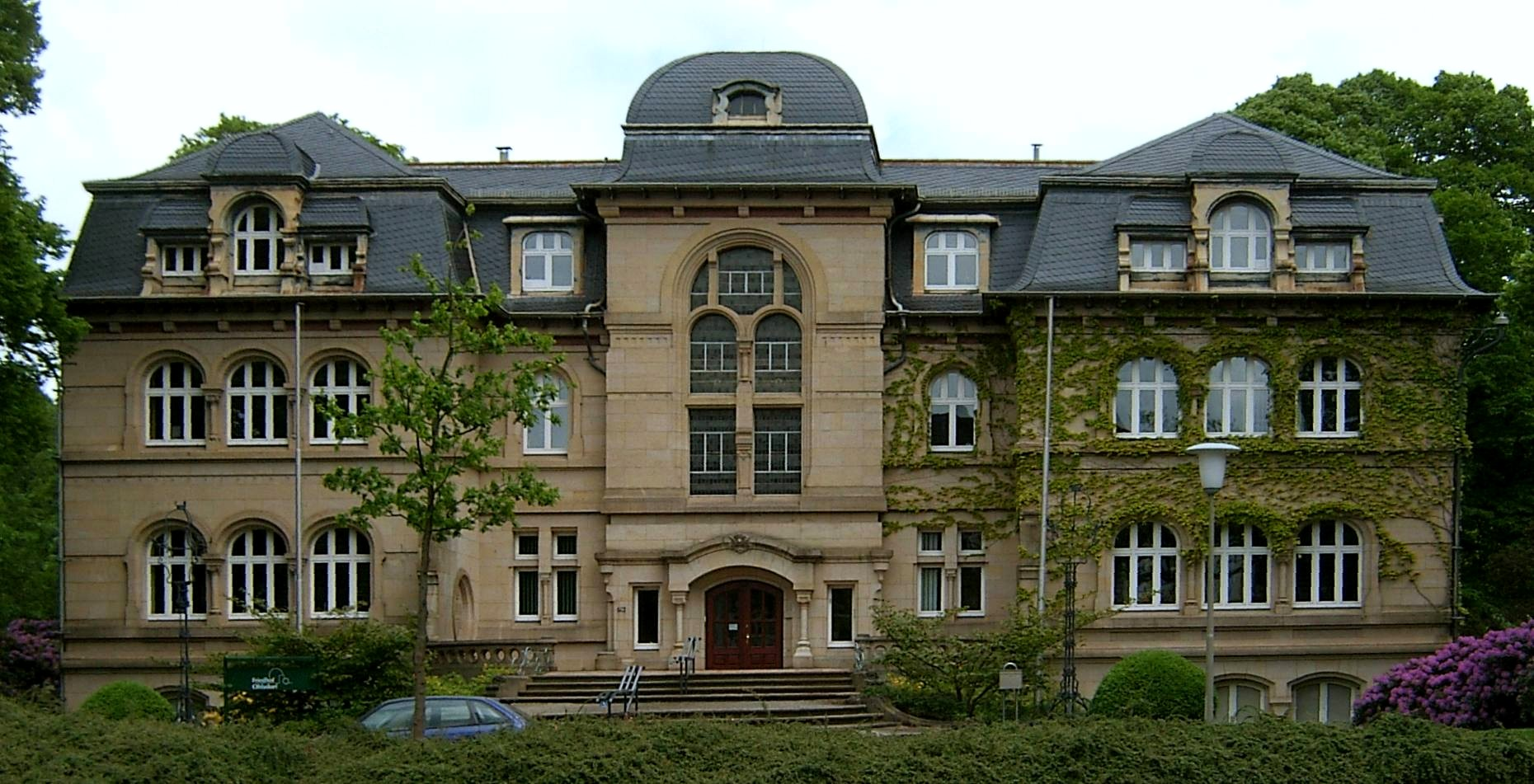

De begraafplaats Friedhof Ohlsdorf in het stadsdeel Ohlsdorf in Hamburg is met zijn oppervlakte van 391 hectare de op een na grootste begraafplaats ter wereld, en de grootste niet-militaire. Vroeger werd de naam Hauptfriedhof Ohlsdorf gebruikt.

## Beschrijving
De begraafplaats is opgevat als een park met veel hagen, struikgroepen en hoogstammige bomen.
Momenteel zijn er in dit uitgestrekte park 235.000 graven aanwezig, die slechts zelden met grote aantallen tegelijk te zien zijn.
Dit park met meer dan honderd verschillende naald- en loofboomsoorten heeft beken en vijvers en 17 km verharde verkeerswegen. Voor de verplaatsingen binnen het terrein beschikt men over twee interne buslijnen van het HVV. Sinds 1975 mag er gefietst worden.
Er zijn 12 kapellen, elk met hun eigen bouwstijl, genummerd van 1 tot 13. Kapel 5 brandde af in 1940 en is niet herbouwd. Het 'oude crematorium' uit 1892 werd omgebouwd tot school en het 'nieuwe crematorium' uit 1933 is ook buiten gebruik.
Meer recent, in begin 2000, is er een Garten der Frauen aangelegd, waar bekende vrouwen die op het Friedhof begraven liggen worden herdacht. Onder meer de grafsteen Celly de Rheydt is hier te vinden 
De begraafplaats wordt ook louter omwille van de groenaanleg bezocht, en vooral op het moment van de bloei van de rhododendrons.

## Geschiedenis
In 1874 kocht de stad de eerste 160 hectare, en gaf aan architect Johann Wilhelm Cordes de opdracht een begraafplaats in de vorm van een landschapspark te ontwerpen, waarbij beperkte architecturale elementen niet verboden waren. De begraafplaats werd op 1 juli 1877 ingewijd. Sindsdien werden er meer dan 1,4 miljoen overledenen bijgezet.
Cordes werd in 1878 beheerder en in 1898 directeur en bleef dit tot zijn dood in 1917.
In 1905 werd tegenover de hoofdingang een erebegraafplaats aangelegd, die thans 'Althamburgischer Gedächtnisfriedhof' heet, omdat hier personen werden begraven omwille van hun betekenisvolle verwezenlijkingen voor Hamburg.  
Het neobarokke dienstgebouw werd in 1909/1910 opgericht naar plannen van Cordes.
In 1919 werd Otto Linne directeur. De oostelijke uitbreiding werd onder zijn invloed meer geometrisch aangelegd. In 1930 had het domein zijn grootste omvang: ongeveer 400 hectare. Toen reeds verwachtte men dat in de jaren na 1940 de begraafplaats 'vol' zou zijn. Een verdere uitbreiding bleek niet meer mogelijk, omdat het intussen door de uitbreiding van de stad ingesloten werd. Een nieuwe hoofdbegraafplaats werd gepland in Öjendorf, maar die kwam er uiteindelijk pas in 1966.
Nieuwe graven worden enkel nog toegelaten in zones waar de concessietermijnen van alle graven zijn verlopen en waar dus de gehele zone vernieuwd kan worden. Bij een bezoek kan men zich moeilijk voorstellen dat men deze begraafplaats als 'vol' beschouwt, maar men wil niet tornen aan het oorspronkelijke concept van een 'landschapspark met begraafplaatsen'.
Sinds 1995 is de begraafplaats een zelfstandige stichting van publiek recht (Anstalt des öffentlichen Rechts).

## Militaire begraafplaatsen
Er zijn ook militaire begraafplaatsen. Eén is de Nederlandse Erebegraafplaats Hamburg en een deel dat wordt onderhouden door de Commonwealth War Graves Commission, die de begraafplaats heeft ingeschreven als Hamburg Cemetery.